# Błyszczak półobrożny
Błyszczak półobrożny, błyszczak pyszny (Lamprotornis hildebrandti) – gatunek małego ptaka z rodziny szpakowatych (Sturnidae), zamieszkujący Afrykę Wschodnią. Nie jest zagrożony wyginięciem.

## Systematyka
Pierwotnie zaliczano go do rodzaju Notauges. Został nazwany na cześć niemieckiego kolekcjonera Johanna Hildebrandta, który jako pierwszy sprowadził do Europy okazy tego gatunku. Nie wyróżnia się podgatunków.

## Występowanie
Błyszczak półobrożny występuje w Kenii i Tanzanii, gdzie zamieszkuje otwarte przestrzenie na wysokościach od 500 do 2200 metrów. Zamieszkuje otwarte tereny lesiste oraz zarośla.

## Charakterystyka
Błyszczak półobrożny ma 18 centymetrów długości i waży od 50 do 69 gramów. Jest pokryty opalizującym, kolorowym upierzeniem. Tak jak u jego krewniaków opalizacja jest spowodowana interferencją światła na mikroskopijnej strukturze piór, a nie barwnikiem. Głowa, jak i większość górnej części ciała jest barwy niebieskiej, szyja oraz górna część piersi jest purpurowa, ogon jest niebiesko-zielony. Dolna część piersi oraz brzuch są pomarańczowo-rude. Ma jaskrawą, pomarańczową tęczówkę i czarne nogi. Obie płcie wyglądają identycznie, natomiast młode całkowicie różnią się barwą od dorosłych – brak im jaskrawego upierzenia, górne partie ciała są szare, a dolne brązowe.

## Rozmnażanie i odżywianie
Głównym rodzajem pożywienia są owady takie jak żuki, koniki polne czy latające termity, ale żywi się również owocami, o czym świadczą nasiona znajdowane w żołądkach tych ptaków. Żeruje na ziemi, w parach bądź w małych stadach. Czasami przyłącza się do żerujących ptaków innych gatunków z rodzaju Lamprotornis.
Okres gniazdowania rozciąga się od marca do maja i od października do grudnia. Zwykle buduje gniazda z włókien roślinnych w opuszczonych gniazdach dzięciołów wydrążonych w drzewach. Czasami gniazduje w płotach, w słupach oświetleniowych i telegraficznych. Konkuruje o miejsca na gniazda z błyszczakiem stalowym. Składa zwykle od trzech do czterech jaj. Karmieniem piskląt zajmują się oboje rodzice.

## Status
W Czerwonej księdze gatunków zagrożonych Międzynarodowej Unii Ochrony Przyrody błyszczak półobrożny zaliczany jest do kategorii LC (ang. Least Concern – najmniejszej troski) nieprzerwanie od 1988 roku. Globalna wielkość populacji nie została oszacowana, ale gatunek ten jest opisywany jako nieczęsty (uncommon). Trend liczebności populacji uznawany jest za stabilny. Jego siedliska nie są zagrożone zniszczeniem, dużą część zasięgu jego występowania zajmują tereny chronione. BirdLife International wymienia 23 ostoje ptaków IBA, w których występuje ten gatunek, w tym kilka parków narodowych, m.in. Park Narodowy Aruszy, Amboseli, Meru, Serengeti czy Tarangire.